# Погорелое (Змиёвский район)
Погоре́лое (укр. Погоріле) — село,
Борковский сельский совет,
Змиёвский район,
Харьковская область, Украина.
Код КОАТУУ — 6321780510. Население по переписи 2001 года составляет 116 (48/68 м/ж) человек.

## Географическое положение
Село Погорелое находится на расстоянии в 1 км от реки Мжи (правый берег) в месте впадения в неё реки Мерефа (левый приток), на расстоянии в 2 км расположены сёла Кукулевка, Кравцово, Сидоры.
В 2-х км расположена железнодорожная станция Мжа, через село проходит автомобильная дорога Т-2112.
По селу протекает пересыхающий ручей с запрудой, вокруг много садовых участков.

## Происхождение названия
Местные старожилы передали историю о якобы падении метеорита в 1873 году около населенного пункта Борки Змиевского района тогда ещё Харьковской губернии; на месте взрыва от которого появилась воронка, где образовалось озеро. Метеорит мог быть причиной крупного пожара, который и спалил село.
Второе название села — Луговое.
На территории современной Украины имеются два населённых пункта с названием Погорелое.

## История
- 1700 — дата основания.
- В 1940 году, перед ВОВ, в Погорелом был совхоз.[3]

## Экономика
- Молочно-товарная ферма.